# Billings (Montana)

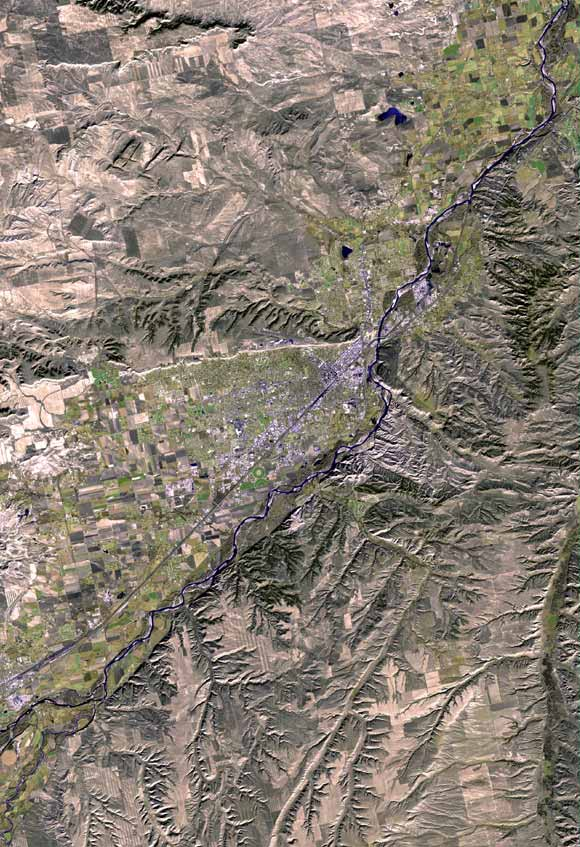
Billings z kosmosu

Billings – największe miasto stanu Montana, siedziba administracyjna hrabstwa Yellowstone, w dolinie rzeki Yellowstone. Jest głównym miastem obszaru metropolitalnego o nazwie Billings Metropolitan Area (ponad 190 tys. mieszkańców). Będąc największym miastem w promieniu około 800 km, jest centrum handlu i dystrybucji dla większości stanu Montana. 

## Geografia
Miasto leży w południowo – środkowej części stanu. Zajmuje powierzchnię 117,6 km².  Miasto podzielone jest przez przechodzącą ukośnie formację skalną nazywaną Rimrocks na dwie części: południowo–zachodnią (2/3 miasta) i północno–wschodnią (1/3 miasta). Połączone jest wąskim przesmykiem między skałami przez który przepływa rzeka Yellowstone.

## Gospodarka
Jest to główny ośrodek gospodarczy stanu. Przemysł rafineryjny, chemiczny, spożywczy i włókienniczy. Ze względu na pobliski Park Narodowy Yellowstone rosnącą gałęzią gospodarki jest turystyka. Znajduje się tu port lotniczy Billings Logan.
Największe sektory pod względem zatrudnienia (dane z 2019) obejmują opiekę zdrowotną i pomoc społeczną (14,4 tys. miejsc pracy), oraz handel detaliczny (11 tys.). Rolnictwo odgrywa kluczową rolę w gospodarce Billings. Western Sugar Cooperative Plant przetwarza wielomilionowe plony buraków cukrowych każdego roku. W regionie prowadzą rafinerie naftowe ExxonMobil i ConocoPhillips.

## Demografia

### Ludność
Według danych pięcioletnich z 2022 roku, 86,9% mieszkańców głównego miasta identyfikowało się jako biali (83,5% nie licząc Latynosów), 4,3% jako rdzenni Amerykanie, 5,3% jako osoby mieszanej rasy, 1% to czarni lub Afroamerykanie,  0,9% jako Azjaci i 0,18% pochodziło z wysp Pacyfiku. Latynosi stanowili 7,1% ludności miasta.
Do największych grup należą osoby pochodzenia niemieckiego (27,6%), irlandzkiego (13,6%), angielskiego (11,9%), norweskiego (9,4%), meksykańskiego (5,1%), „amerykańskiego” (4,3%), szkockiego i szkocko–irlandzkiego (3,7%), francuskiego lub francusko–kanadyjskiego (3,1%), włoskiego (2,9%), szwedzkiego (2,4%) i polskiego (2,1%).

### Religia
W 2020 roku największymi grupami religijnymi w aglomeracji Billings były:
- Kościół katolicki – 13 608 członków w 15 parafiach
- Kościół Jezusa Chrystusa Świętych w Dniach Ostatnich (mormoni) – 9557 członków w 19 świątyniach
- protestanci:
  - Kościoły luterańskie – ponad 9 tys. członków w 30 kościołach
  - bezdenominacyjne zbory ewangelikalne – 8788 członków w 16 zborach
  - Kościoły zielonoświątkowe (głównie Kościół Poczwórnej Ewangelii) – ponad 7 tys. członków w 25 zborach.

## Miasta partnerskie
- Billings, Niemcy
- Kemerowo, Rosja
- Kumamoto, Japonia
- Diyarbakir, Turcja
- Panjin, Chińska Republika Ludowa